# ЖКК Црвена звезда
Женски кошаркашки клуб Црвена звезда је кошаркашки клуб из Београда и најтрофејнији клуб у Србији. Уз атлетски, карате, фудбалски и ватерполо клуб, једини је клуб из црвено-беле породице који је био екипни клупски првак Европе. Тренутно се такмичи у Првој женској лиги Србије.

## Историја
Првих петнаест послератних година, црвено-беле даме доминирају у националним првенствима. Већ тада су постављени темељи најуспешнијег женског кошаркашког клуба у бившој Југославији. На победничкој свечаној вечери поводом десете јубиларне титуле, кошаркашице Црвене звезде су једна другој пружиле руку и зарекле се да је њихов следећи циљ петнаеста звездица. То су и оствариле у шампионату 1960. године. Уследио је још један блесак 1963. године, а онда је наступио десетогодишњи сушан период.
Тада се на кошаркашкој сцени Југославије појавила Снежана Зорић, легенда ЖКК Црвена звезда. Била је предводник једне од најблиставијих генерација Звездиних грација, али се од активног играња повукла прерано, не стигавши освојити пехар Купа европских шампиона као круну своје блиставе играчке каријере. Кошаркашице су 1979. године постале прва екипа црвено-беле породице која је постала шампион Европе.
Опет је након великих успеха наступио период без значајнијих резултата, све до 1989. године. Бајка је трајала до 1996. године и уследио је помало и несрећан трофејни пост. Пехари су углавном измицали у драматичним финалним окршајима, да би наредни трофеј - девети Куп стигао у витрине клуба у сезони 2002/03. У идућој сезони освојена је дупла круна, 28. титула и 10. Куп државе.
Захваљујући управи мушке кошаркашке секције 2015. године селектирана је изузетно талентована екипа девојака. Девојкама чији је просек 18 година су додате свега пар искусних кошаркашица које су у сезони 2016/17. освојиле прву а следеће и другу, а укупно 30. националну титулу у историји клуба. Колико су доминирале у сезони 2017/18. довољно говори податак о само једној изгубљеној утакмици у регуларном делу и једној у доигравању, уз просечну кош разлику од око 27 поена по утакмици.

## Успеси

### Национални
- Национално првенство
  - Првак (35): 1946, 1947, 1948, 1949, 1950, 1951, 1952, 1953, 1954, 1955, 1956, 1957, 1958, 1959, 1960, 1963, 1973, 1976, 1977, 1978, 1979, 1980, 1981, 1989, 1992, 1993, 1996, 2004, 2017, 2018, 2019, 2021, 2022, 2023.[4], 2025
  - Други (20): 1961, 1962, 1964, 1965, 1968, 1969, 1970, 1971, 1975, 1987, 1991, 1994, 1995, 2001, 2003, 2007, 2008, 2014, 2016, 2024.
- Национални куп
  - Победник (16): 1973, 1974, 1976, 1979, 1981, 1992, 1994, 1995, 2003, 2004, 2016, 2017, 2019, 2022, 2023, 2025.
  - Финалиста (12): 1975, 1977, 1980, 1984, 1989, 1990, 1991, 1993, 2001, 2008, 2009, 2018.
- Национални суперкуп
  - Финалиста (2): 1989, 1993.

### Међународни
- Куп европских шампиона
  - Првак (1): 1979.
  - Финалиста (1): 1981.
  - Треће место (1): 1990.
  - Полуфиналиста (5): 1959, 1960, 1964, 1978, 1980.
- Куп Лилијане Ронкети
  - Полуфиналиста (2): 1973, 1975.
- Регионална кошаркашка лига
  - Финалиста (1): 2014.
  - Полуфиналиста (2): 2018, 2019.

### Истакнуте бивше играчице
- Соња Младеновић
- Мира Петровић
- Љубица Оташевић
- Александра Дакић - Гец
- Гордана Барага - Бјегојевић
- Цмиљка Калушевић
- Снежана Зорић
- Вукица Митић
- Зорица Ђурковић
- Јасмина Милосављевић
- Софија Пекић
- Наталија Бацановић
- Загорка Почековић
- Бојана Милошевић
- Анђелија Арбутина
- Елеонора Вилд
- Гордана Богојевић
- Лара Мандић
- Нина Бједов
- Катарина Лазић
- Милка Бјелица
- Ана Јоковић
- Катарина Манић
- Милица Дабовић
- Иванка Матић
- Стојанка Остојић
- Соња Петровић
- Александра Црвендакић
- Александра Станаћев
- Наташа Ковачевић
- Александра Катанић
- Снежана Богићевић

### Истакнути бивши тренери
- Небојша Поповић
- Милорад Соколовић
- Страхиња Алагић
- Владислав Лучић
- Зоран Ковачић